# Sektion Oberland des Deutschen Alpenvereins
Die Sektion Oberland des Deutschen Alpenvereins (DAV) e. V. ist eine Sektion des Deutschen Alpenvereins (DAV), die am 13. Januar 1899 gegründet wurde und in München ansässig ist. Mit 180.667 Mitgliedern (Stand: 31. Dezember 2024) zählt sie zu den mitgliederstärksten Sportvereinen Deutschlands sowie nach dem FC Bayern München und der Sektion München des Deutschen Alpenvereins zu den drei größten Vereinen Münchens.
Im Rahmen einer Kooperation mit der Sektion München des Deutschen Alpenvereins arbeiten die beiden größten Sektionen des Deutschen Alpenvereins zusammen und gehören damit zu den zehn mitgliederstärksten Sportvereinen der Welt.

## Grundsätzliches
Die Sektion wurde am 13. Januar 1899 gegründet. Am 28. Juli 1999 wurde eine enge Kooperation mit der Sektion München beschlossen und nach und nach umgesetzt. Dies beinhaltet unter anderem die Möglichkeit gegenseitiger kostenloser Mitgliedschaft in der jeweils anderen Sektion (Plus-Mitgliedschaft), ein gemeinsames Veranstaltungsprogramm, einen Internetauftritt sowie eine Mitgliederzeitschrift.
Die Sektion betreibt eine Servicestelle am Isartor in der Münchner Innenstadt, 17 Hütten sowie mehrere Kletteranlagen, darunter mit 23 anderen Sektionen zusammen das DAV Kletter- und Boulderzentrum München-Süd. 2022 hatte der Verein 9,6 Millionen Euro Einnahmen und dem Wert gegenüberstehend Ausgaben von 11,3 Millionen Euro. Viermal jährlich erscheint die Mitgliederzeitschrift alpinwelt. Ein Newsletter informiert alle Interessieren alle zwei Wochen über aktuelles im Verein. Zudem ist die Sektion gemeinsam mit der Sektion München auf Instagram, Facebook und TikTok aktiv.

### Serviceleistungen
Die Sektion bietet zusammen mit der Sektion München ein Ausbildungs- und Tourenprogramm mit etwa 2500 Kursen und Touren pro Jahr an und gibt je einmal jährlich ein Kinder- und Jugendprogramm für 6- bis 16-Jährige sowie das Programm Mountains & More für 17- bis 27-Jährige heraus.
In der Servicestelle kann Ausrüstung für nahezu jede Bergsportart ausgeliehen werden und die Sektion betreibt eine Leihbibliothek. Zusätzlich können sich Mitglieder vor Ort umfangreich beraten lassen.

### Tätigkeitsbereiche
Die Sektion beziehungsweise deren Untergruppen sind u. a. aktiv in den Bereichen:
- Wandern
- Bergsteigen
- Klettern
- Mountainbike
- Ski/Snowboard
- Wassersport (Kajak; in Kooperation mit dem ESV München e. V.)
- Natur & Umwelt

## Sektionsvorsitzende

Historisches Logo der Sektion Oberland

Eine chronologische Übersicht über alle Vorsitzenden der Sektion seit Gründung.
| Amtszeit  | Präsident         |
| --------- | ----------------- |
| 1899–1905 | Edmund Ammon      |
| 1905–1911 | Fritz Schliessl   |
| 1912–1948 | Adolf Sotier      |
| 1948–1949 | Richard Pflaum    |
| 1949–1953 | Heinz Außerbauer  |
| 1953–1955 | Gottfried Stumpf  |
| 1955–1963 | Heinz Außerbauer  |
| 1963–1974 | Hans-Heinz Herold |
| 1974–2001 | Klaus Preuss      |
| 2001–2019 | Walter Treibel    |
| seit 2019 | Matthias Ballweg  |

## Ortsgruppe Prag
Die am 9. Juli 1870 in Prag im damaligen Königreich Böhmen unter anderem von Johann Stüdl gegründete Sektion Prag, seit 1950 mit Sitz in Münchener Exil, löste sich zum 1. Januar 1992 auf. Sie brachte ihre vier Hütten: Alte Prager Hütte, Neue Prager Hütte, Johannishütte und Stüdlhütte mit in die Sektion. Die ehemaligen Mitglieder bildeten eine Ortsgruppe der Sektion Oberland, welche regelmäßig auf der Praterinsel im Alpinen Museum Versammlungen abhalten.

## Hütten
Die Sektion Oberland betreibt sieben bewirtschaftete sowie zehn unbewirtschaftete Hütten.

### Bewirtschaftete Hütten
- Falkenhütte, 1848 m ü. A. (Falkengruppe, Karwendel) (erbaut 1921–1923)
- Johannishütte, 2121 m ü. A. (Venedigergruppe) (erbaut 1857)
- Lamsenjochhütte, 1953 m ü. A. (Hinterautal-Vomper-Kette, Karwendel) (erbaut 1906)
- Oberlandhütte, 1014 m ü. A. (Kitzbüheler Alpen) (erbaut 1928)
- Riesenhütte, 1345 m ü. NHN (Chiemgauer Alpen)
- Stüdlhütte, 2801 m ü. A. (Glocknergruppe) (erbaut 1868)
- Vorderkaiserfeldenhütte, 1388 m ü. A. (Kaisergebirge)

### Selbstversorgerhütten
- Aste Reitbichl (Karwendel) auf 936 m ü. A.
- Bayerische Wildalm (Brandenberger Alpen) auf 1450 m ü. NHN
- Blankensteinhütte (Bayerische Voralpen) auf 1214 m ü. NHN
- Gründhütte (Bayerische Voralpen) auf 1195 m ü. NHN
- Haunleiten (Bayerische Alpen) auf 706 m ü. NHN
- Reitbichlhütte (Karwendel) auf 940 m ü. A.
- Siglhütte (Bayerische Voralpen) auf 1334 m ü. NHN
- Winkelalm (Kaisergebirge) auf 1193 m ü. A.
- Winklmoosalm (Chiemgauer Alpen) auf 1160 m ü. A.

### Ehemalige Hütten
- Alte Prager Hütte (seit 2013 im Besitz des Deutschen Alpenvereins, seit 2009 außer Betrieb, seit 2019 ein Alpines Museum)
- Neue Prager Hütte (seit 2013 im Besitz des Deutschen Alpenvereins)
- Jubiläumshütte
- Kloaschaualm (Bayerische Voralpen) auf 887 m ü. NHN

### Kletteranlage
- Kletterbrocken Unterschleißheim[20]
- Boulderwand Riesige Rosi[21]
- Kletterturm Taufkirchen[22]